# Уесуґі Садамаса
Уесуґі Садамаса (*上杉定正, між 1443 та 1446 —2 листопада 1494) — 10-й голова роду Оґіґаяцу-Уесуґі у 1473—1494 роках, даймьо.

## Життєпис
Походив з роду Оґіґаяцу, гілки впливового самурайського клану Уесуґі. Син Уесуґі Мотітомо, 8-го голови роду Оґіґаяцу-Уесуґі. Народився між 1443 та 1446 роками.
У 1449 році батько передав головування в роді старшому братові Садамаси — Акіфусі, проте реальна влада залишилася в Мотітомо. Вперше брав участь у військовій справі у 1454 році під час подій Кйотоку, коли канто-кубо Асікаґа Сіґеудзі вбив канто-канрей Уесуґі Норітаду з роду Яманоуті-Уесуґі. У 1455 році помирає Уесуґі Акіфуса, але Уесуґі Садамаса не став головою роду, ним обрано сина Акіфуси (небіж Садамаси) — Уесуґі Масадзане. У 1467 році помирає Уесуґі Мотітомо. У 1473 році після смерті Масадзане зрештою стає головою Оґіґаяцу-Уесуґі.
Протягом 1473—1475 роках брав участь у військових походах канто-канрей Уесуґі Акісада проти коґа-кубо Асікаґа Сіґеудзі. В цей час встановив владу в провінції Тотомі. У 1475 році проти влади Уесуґі Акісада повстав його сюго-дай Наґао Каґехару, який намагався привернути на свій бік могутній рід Ота, васалів Уесуґі Садамаси, але марно. На чолі своїх васалів Садамаса виступив на допомогу Акісаді. У вирішальній битві 1480 року в горах Тітібу армією Уесуґі Садамаси було завдано рішучої поразки військам Наґао. Водночас 1476 року втрутився у справи спадкоємництва в клані Імаґава.
З цього часу потуга роду Оґіґаяцу зростає. Садамаса у 1483 році брав участь у спільному поході канто-канрей, коґа-кубо, родів Міура й Тіба проти повсталого роду Сатомі. Водночас Уесуґі Садамаса все більше занепокоювався зростанням впливу клану Ота. Тому у 1486 році наказав підступно вбити його голову — Ота Докана. Але це спровокувало повстання усього клану Ота, до якого долучилися їх родичі з інши хродів. Внаслідок цього володіння роду Оґіґаяцу були охоплені військовими діями. Цим скористався канто-канрей Уесуґі Акісада, що 1487 року атакував володіння Уесуґі Садамаси. 1488 року останній зазнав поразки у битві при Санемакіхара.
У 1489 році представники коґа-кубо запропонувала посередництво у замиренні з родом Ямаоуті-Уесуґі, але Садамаса відкинув пропозицію. Натомість він уклав союз з Ісе Соуном. 1494 році у битві біля річки Аракава Уесуґі Садамаса і Ісе Соун зазнали поразки від армії Уесуґі Акісади, а Садамаса загинув. Володіння успадкував його названий син Уесуґі Томойосі.